# Фалтоний Проб Алипий
Фалтоний Проб Алипий (на латински: Faltonius Probus Alypius; floruit 370 – 397) е политик на Римската империя.
Син е на Клодий Целсин Аделфий (praefectus urbi 351 г.) и християнската поетеса Фалтония Бетиция Проба. Брат е на Квинт Клодий Херногениан Олибрий (консул 379 г.).
През 370/371 г. той емигрира по времето на Максимин. През 378 г. получава висока служба в Мавритания, вероятно викарий на Африка. На 12 юни 391 г. той става praefectus urbi на Рим. През 393 г. е при узурпатора Евгений.
Кореспондира си с Квинт Аврелий Симах.